# Diocese de Ísquia
A Diocese de Ísquia (em latim: Dioecesis Isclana) é uma circunscrição eclesiástica da Igreja Católica na Itália, pertencente à Província Eclesiástica da Campânia e à Conferenza Episcopale Italiana, sendo sufragânea da Arquidiocese de Nápoles.
A sé episcopal está no Duomo de Ísquia, na Região da Campânia e provincia de Nápoles.

## Territorio
A diocese inclui todas as 6 comunas da Ilha de Ísquia:
- Ísquia
- Casamicciola Terme
- Lacco Ameno
- Forio
- Serrara Fontana
- Barano d'Ischia

O território da diocese è dividido em 25 paróquias e 53 igrejas.

## História
O primeiro bispo da diocese foi tal Pedro, que participou ao Concílio Lateranense III em 1179. Possivelmente a diocese já existia, mas essa é considerada sua data oficial de criação.
Em 14 de fevereiro 1255, Papa Alexandre IV confirmou aos Cônegos da diocese o direito de eleição do Bispo, de quem jà faziam Ab immemorabili.
Em 18 de janeiro 1301, o Vulcão distuiu a Catedral e o Palácio Episcopal.
Em 13 de outubro 1770 deu a ilha de Ventotene à Diocese de Gaeta, que hoje è Arquidiocese.

## Cronologia dos Bispos do seculo XX
Bispos locais:
|                          | Nome                     | Período   | Notas                                    |        |
| Bispos                   | Bispos                   | Bispos    | Bispos                                   | Bispos |
| ------------------------ | ------------------------ | --------- | ---------------------------------------- | ------ |
|                          | Carlo Villano            | 2023-     | Atual                                    |        |
|                          | Gennaro Pascarella       | 2021-2023 |                                          |        |
|                          | Pietro Lagnese           | 2013-2020 | Nomeado Bispo de Caserta                 |        |
|                          | Felipe Strofaldi         | 1997-2012 |                                          |        |
|                          | Antonio Pagano †         | 1983-1997 |                                          |        |
|                          | Diego Parodi, M.C.C.I. † | 1980-1983 |                                          |        |
|                          | Dino Tomassini †         | 1962-1970 | Nomeado Bispo de Anglona-Tursi           |        |
|                          | Antonio Cece †           | 1956-1962 | Nomeado Bispo coadiutor de Aversa        |        |
|                          | Ernesto de Laurentiis †  | 1928-1956 |                                          |        |
|                          | Pascoal Ragosta †        | 1914-1925 | Nomeado Bispo de Castellammare di Stabia |        |
|                          | Mário Palladino †        | 1901-1913 | Nomeado Bispo de Caserta                 |        |
|                          | José Candido †           | 1888-1906 |                                          |        |
| Administrador Apostólico |                          |           |                                          |        |
|                          | Pietro Lagnese           | 2021      | Bispo de Caserta                         |        |
|                          | Diego Parodi, M.C.C.I.   | 1972-1980 | Bispo auxiliar de Nápoles                |        |